# Muestreador de material particulado
Un muestreador de material particulado es un instrumento  para medir las propiedades (tales como la  concentración de masa o composición química) de particulados en el aire ambiental.

## Tipos

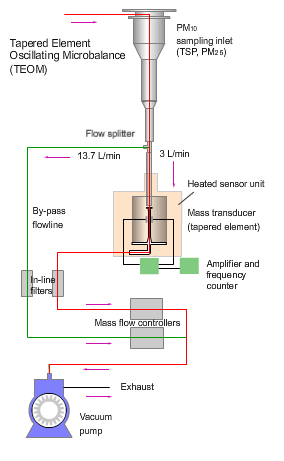
Diagrama esquemático de una microbalanza oscilante de elemento cónico (tapered element oscillating microbalance, TEOM)

Hay dos tipos diferentes de muestreadores de material particulado que miden la concentración de masa de partículas: muestreadores  manuales y automatizados.

### Lectura adicional
NIOSH Manual de Métodos Analíticos (véase los  capítulos sobre muestreo de aerosol)
Analizador de partículas en suspensión de elemento oscilante
Equipo de captación volumétrico para la medida manual de material particulado
- Datos: Q7140515